# Tila

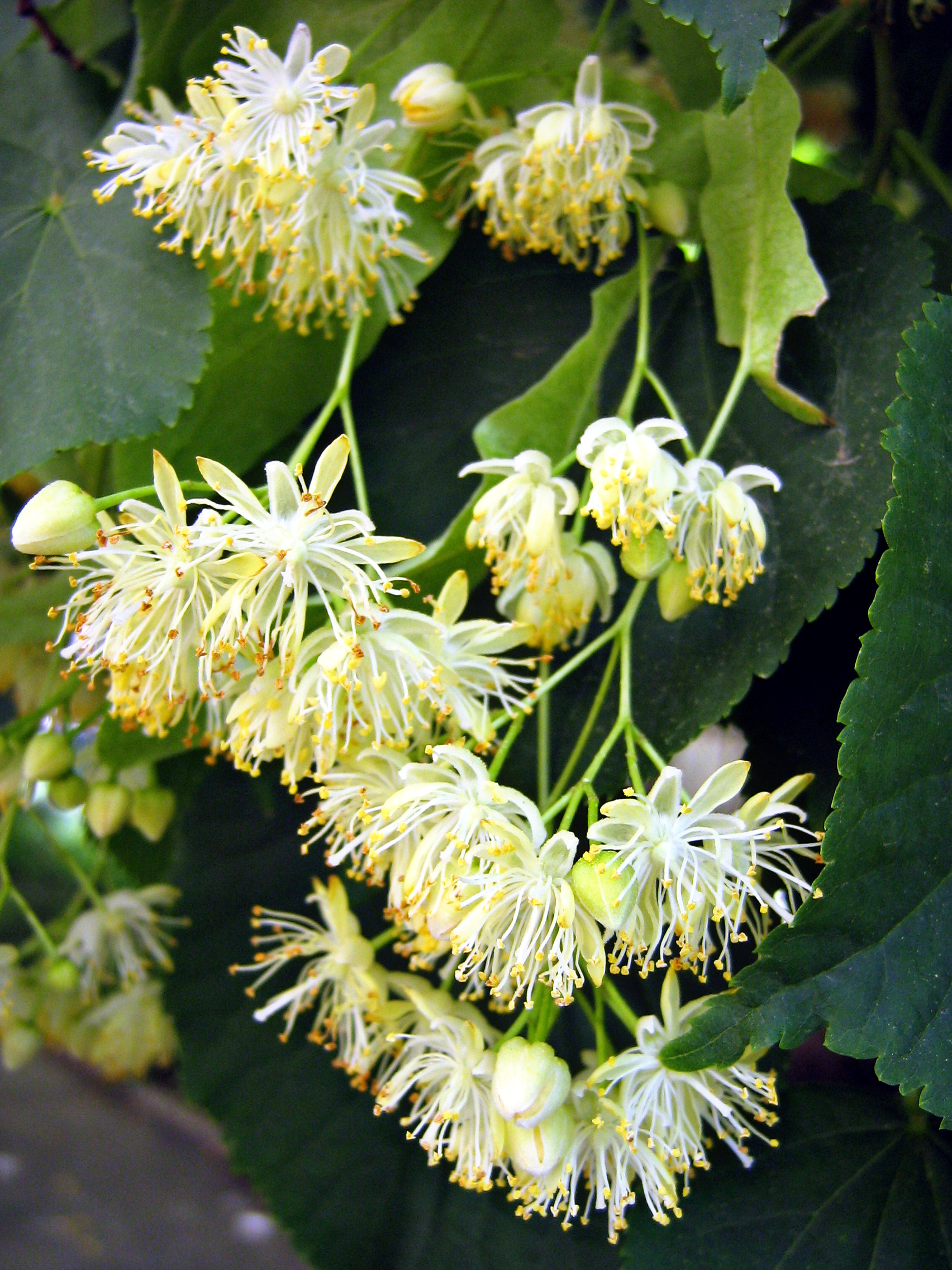
Flores de Tilo

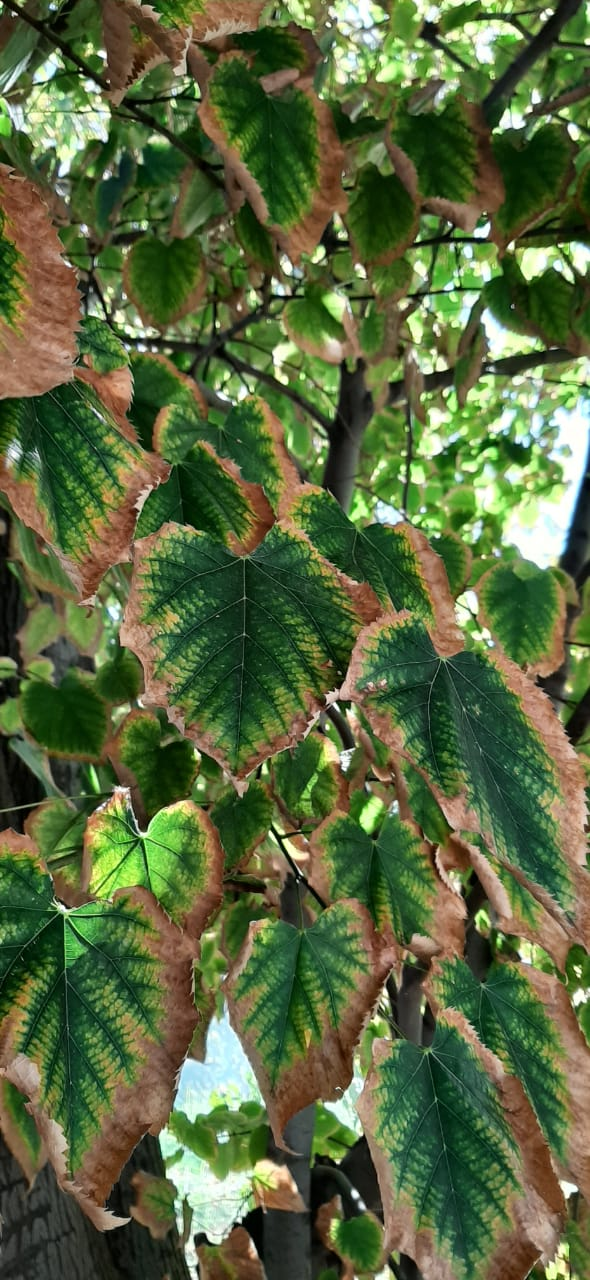
Hojas de tilo en otoño, con el contraste de colores propios de la estación.

La tila, té de tilo o simplemente tilo (en Latinoamérica) es una infusión que se hace con el fruto en forma de flor de algunas de las especies del género Tilia. Tiene propiedades antiespasmódicas, somníferas y ansiolíticas debido a su contenido en alfa-pineno, limoneno, nerol, eugenol y ácido cafeico, junto con quercetina y terpineol, aunque sus efectos dependen de la persona que la consuma. El té de tilo tiene ciertos componentes nutricionales. Se pueden encontrar altas dosis de farnesol, sustancia que le da su característico perfume. También podemos destacar su contenido en taninos, mucílagos, carotenos, glucósidos, suercitrósidos y vitamina C. Todas estas sustancias provocan un efecto de relajación y calma en el organismo, que pueden resultar de ayuda para aquellas personas que sufren de dolores menstruales o de migrañas.
La tila ayuda, en especial, a aquellas personas que sufren problemas para encontrar el sueño o que padecen de insomnio. Sin embargo, no solo presenta estas cualidades, sino que también ayuda a recuperar el apetito y a mejorarnos cuando contraemos un resfriado.  También es un buen relajante en caso de ansiedad. 
El efecto relajante actúa sobre todo en el sistema cardiovascular, más en concreto cuando se presenta hipertensión, puesto que influye en la bajada de la presión de la sangre. Por lo tanto, ayuda a prevenir ciertas enfermedades cardiovasculares como el infarto cardiaco, trombosis o simplemente mejora otras ya existentes como varices, arteriosclerosis, entre otras.  Además, produce un doble efecto, ya que a su vez restaura las paredes de los vasos sanguíneos.
No se recomienda usar como remedio en caso de "obstrucción esofágica, oclusión y obstrucción intestinal, íleo paralítico, estenosis del tracto digestivo y dolor abdominal de origen desconocido".
En México se usa la variedad endémica Tilia mexicana, un remedio que forma parte de la medicina tradicional. En ese país es denominado también té de tila a la infusión del arbusto del género Ternstroemia, también con efectos ansiolíticos y que ha reportado efectos tóxicos.
Se pueden comprar las flores desecadas a granel. La infusión se hace incorporando una cucharada de flores en agua hirviendo; se deja reposar cinco minutos y se toma después de colarla.